# Parit Chiwarak
Parit Chiwarak (พริษฐ์ ชีวารักษ์), surnommé Penguin (le Pingouin) (ชื่อเล่น : เพนกวิน), né le 27 juillet 1998 à Lampang, est un militant et une personnalité politique thaïlandaise. 
Avec Arnon ou Anon Nampa (อานนท์ นำภา),,, Jatupat Boonpattararaksa,, Panusaya Sitijirawattanakul (ปนัสยา สิทธิจิรวัฒนกุล surnommée Roong (l'Arc-en-ciel), Panupong Jadnok (ภาณุพงศ์ จาดนอก surnommé Mike), , Intira Jaroenpura ( อินทิรา เจริญปุระ ; surnommée Sable : ชื่อเล่นว่า "ทราย") et bien d'autres,,,, il fait partie des piliers des manifestations thaïlandaises de 2020,.
Parit Chiwarak est emprisonné en mars 2021, accusé de crime de lèse-majesté.
Le 15 mars 2021, il commence une grève de la faim pour obtenir sa liberté sous caution afin d'avoir les moyens de se défendre en homme libre contre les accusations qui pèsent sur lui : 44 jours plus tard, le 28 avril 2021, ses avocats craignent pour sa vie et l'avocate Sirikan Charoensiri explique qu'"Il ne peut plus monter des marches sans aide" ; 46 jours plus tard, il est hospitalisé ; puis le 11 mai 2021, une cour de justice de Bangkok accepte finalement la libération sous caution de Penguin Parit Chiwarak ; mais il est de nouveau incarcéré le 08 août 2021. En février 2022, après avoir passé encore près de 200 jours en détention, il est libéré sous caution.
Il est condamné le 5 février 2024, aux côtés de sept autres figures du mouvement prodémocratie, à quatre mois de prison avec sursis, pour une manifestation organisée en 2019 et qui avait été jugée illégale,.